# ويليام ديفيز (إحاثي)
ويليام ديفيز (بالإنجليزية: William Davies)‏ (و. 1814 – 1891 م) هو إحاثي من المملكة المتحدة لبريطانيا العظمى وأيرلندا، وويلز، توفي عن عمر يناهز 77 عاماً.

## جوائز
حصل على جوائز منها:
- نيشان الفنون والآداب من رتبة قائد (17 يناير 2013)[5]
- جائزة المنافسة العامة  [لغات أخرى]‏ (1946)